# اللهجة الألزاسية
الألزاسية (تكتب باللغة نفسها "Elsässerditsch") هي لهجة جرمانية ألمانية منخفضة، وأكثر اللهجات انتشاراً في أقليم ألزاس الشرق فرنسي، والذي تقلقل بين الحكمين الألماني والفرنسي عدة مرات. حسب إحصاء 1999 فان %39 من سكان ألزاس يتحدثون هذه اللغة وطفل من كل أربعة يتكلمها